# Берлинская конференция (1884)
Берли́нская конфере́нция (нем. Kongokonferenz, «конференция по Конго») — международная конференция, собравшаяся 15 ноября 1884 года в Берлине для обсуждения раздела Африки между европейскими державами в условиях ожесточившейся «драки за Африку». Продлилась до 26 февраля 1885 года.

## Повестка дня
Инициатором созыва конференции выступило португальское правительство, представившее вниманию других колониальных держав так называемую «розовую карту», которая предполагала объединение португальских владений в Анголе и Мозамбике в единую колонию. Планы португальцев заблокировала Великобритания, рассматривавшая всю Африку к югу от экватора как собственную сферу интересов.
Франция и Германия рассчитывали поднять на конференции проблему демаркации сфер влияния в Сахаре. Основным вопросом, однако, стал статус Свободного государства Конго, служившего ширмой для бельгийской колониальной экспансии в бассейне реки Конго, незадолго до этого исследованном такими первопроходцами, как Генри Мортон Стэнли и Пьер де Бразза. Активность в бассейне Конго бельгийцев и французов приводила к выдавливанию из региона португальцев, в течение нескольких веков сотрудничавших с конголезскими правителями.
Генеральный акт, принятый конференцией с подачи председательствовавшего на ней канцлера Бисмарка, не только признал законность состоявшихся колониальных захватов, но и впервые письменно закрепил обязанности держав, налагаемые на них наличием сфер влияния. В частности, провозглашался принцип эффективной оккупации, призывавший страны добывать сырьё в своих колониях и пускать его в оборот, а при неспособности самостоятельно осваивать богатства колонии — допускать к хозяйствованию на её территории другие державы и их картели.

## Участники
| Название государства      | Глава государства | Глава правительства                     | Участники конференции                                                    |
| Австро-Венгрия            | Франц Иосиф I     | Густав Кальноки                         | Эммерих Сеченьи                                                          |
| Бельгия                   | Леопольд II       | Огюст Беернарт                          | Габриэль Аугуст ван дер Стратен-Понтоз и Огюст Ламермон                  |
| Великобритания            | Виктория          | Уильям Гладстон                         | Эдвард Малет                                                             |
| Германия                  | Вильгельм I       | Отто фон Бисмарк                        | Отто фон Бисмарк, Пауль фон Гацфельдт, Клеменс Буш и Генрих фон Куссеров |
| Дания                     | Кристиан IX       | Якоб Брённум Скавениус Эструп           | Эмиль Винд                                                               |
| Испания                   | Альфонсо XII      | Антонио Кановас дель Кастильо           | Франсиско де Беномар                                                     |
| Италия                    | Умберто I         | Джованни Джолитти                       | Эдоардо де Лоне                                                          |
| Нидерланды                | Виллем III        | Ян Хемскерк                             | Филипп ван дер Хувен                                                     |
| Османская империя         | Абдул-Хамид II    | Кючюк Мехмед Саид-паша                  | Кючюк Мехмед Саид-паша                                                   |
| Португалия                | Луиш I            | Антониу Мария де Фонтеш Перейра де Мелу | Антониу Жозе да Серра Гомеш и Антониу де Серпа Пиментел                  |
| Россия                    | Александр III     | Михаил Христофорович Рейтерн            | Пётр Алексеевич Капнист                                                  |
| Соединённые Штаты Америки | Честер Алан Артур | Честер Алан Артур                       | Джон Адам Кассон и Генри Шелтон Санфорд                                  |
| Франция                   | Жюль Греви        | Жюль Ферри                              | Альфонс Шодрон де Курсель и Эдуар Филипп Энгельгардт                     |
| Швеция и Норвегия         | Оскар II          | Роберт Темптандер                       | Гиллис Бильдт                                                            |

## Последствия
Подхлестнув соперничество империалистических держав в Африке, провозглашённый конференцией принцип эффективной оккупации привёл к небывалой активизации колонизации континента. Уже через 10 лет, в 1895 году, единственными суверенными государствами в Африке южнее Сахары остались Либерия и Эфиопия.

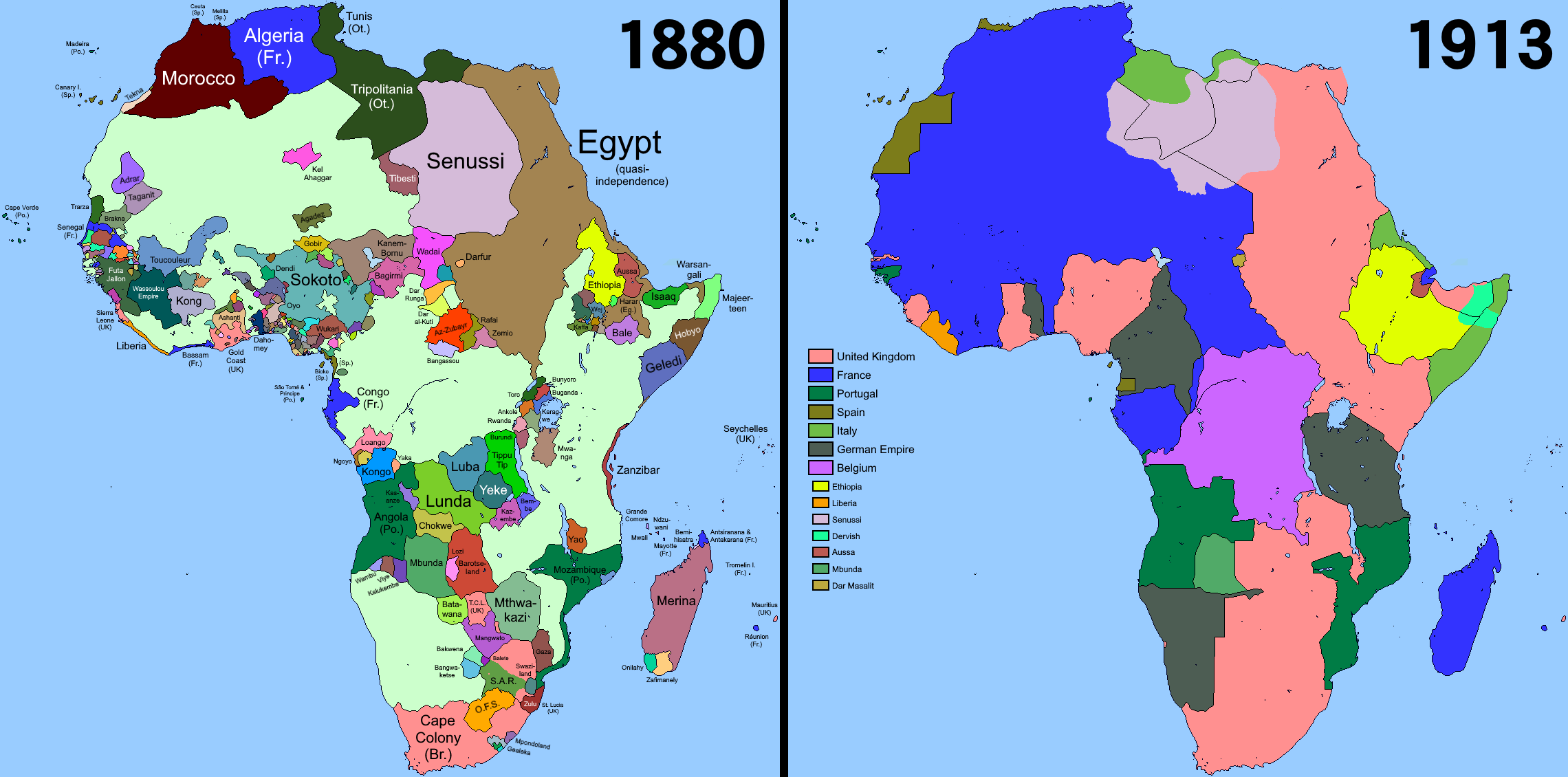
Сравнение Африки в 1880 и 1913 годах